# Uwe Rahn
Uwe Rahn (Mannheim, 21 maggio 1962) è un ex calciatore tedesco.

## Carriera

### Club
Centrocampista e attaccante, militò per la maggior parte della sua carriera nel Borussia Mönchengladbach, giocando 227 partite e segnando 81 reti in Bundesliga. Il suo migliore campionato è stato quello disputato nel 1986-1987, quando fu capocannoniere della massima serie tedesca con 24 reti, di cui 14 nelle ultime 9 partite della stagione; la vittoria della classifica marcatori gli valse il titolo di Fußballer des Jahres, cioè miglior calciatore tedesco.
Nel 1988 passa al Colonia per 2 milioni di marchi. Dopo aver giocato nel Colonia, Rahn militò in Hertha Berlino, Fortuna Düsseldorf, Eintracht Frankfurt e terminò la carriera nella squadra giapponese dell'Urawa Red Diamonds.

### Nazionale
Dal 1984 al 1987 collezionò 14 presenze e 5 reti per la Germania Ovest. Fu convocato per il campionato del mondo 1986, ma non disputò alcuna partita durante la rassegna messicana.

## Palmarès

### Individuale
- Capocannoniere della Bundesliga: 1

1986-1987 (24 gol)
- Calciatore tedesco-occidentale dell'anno: 1

1987